# 9545 Petrovedomosti
9545 Petrovedomosti este un asteroid din centura principală de asteroizi.

## Descriere
9545 Petrovedomosti este un asteroid din centura principală de asteroizi. A fost descoperit pe 25 iunie 1984 la Observatorul de Astrofizică din Crimeea de Tamara Smirnova. Asteroidul prezintă o orbită caracterizată de o semiaxă mare de 2,71 ua, o excentricitate de 0,27 și o înclinație de 10,1° în raport cu ecliptica.